# Andreas Thorkildsen
Andreas Thorkildsen (* 1. dubna 1982, Kristiansand) je norský atlet, dvojnásobný olympijský vítěz, mistr světa a dvojnásobný mistr Evropy v hodu oštěpem.
První úspěch zaznamenal v roce 2000 na juniorském mistrovství světa v Santiago de Chile, kde získal stříbrnou medaili. O rok později bral stříbro také na juniorském mistrovství Evropy v italském Grossetu. V roce 2008 se stal vítězem ankety Atlet Evropy. Jeho osobní rekord činí 91,59 metru. Tento výkon hodil 2. června 2006 na mítinku Zlaté ligy v Oslu.